# Machine-check exception
Machine-check exception (MCE, doslova výjimka kontroly stroje, volně chyba v procesoru) je označení pro typ hardwarových chyb a jejich ohlášení centrální procesorovou jednotkou. Jedná se typicky o chyby v samotném procesoru, na systémové sběrnici, v procesorové mezipaměti nebo v operační paměti.
Nejedná se o chybu způsobenou softwarem, ale selhání hardwaru – typickými příčinami bývá selhání komponenty, často v důsledku přehřátí (kvůli selhání chlazení počítače) nebo přetaktování.
Výjimka MCE je dostupná na procesorech rodiny Pentium a procesorech kompatibilních. V rámci tabulky vektorů přerušení v chráněném režimu má přidělenu pozici 18.